# Justicia sambiranensis
Justicia sambiranensis är en akantusväxtart som beskrevs av Raymond Benoist. Justicia sambiranensis ingår i släktet Justicia och familjen akantusväxter. Inga underarter finns listade i Catalogue of Life.